# NHKネットラジオ らじる★らじる
NHKネットラジオ「らじる★らじる」（エヌエイチケイネットラジオ らじる らじる）は、日本放送協会（NHK）のNHKラジオのIPサイマルラジオ・サイマル配信サービス（ライブストリーミング）の公称・愛称である。

## 概要
山あいやコンクリート建造物の中などの電波が届きにくい場所や、外国の電波で混信を受ける地域など、難聴取地域の状況を改善する補完的な措置としてインターネットで配信する。ラジオ第1・ラジオ第2・FMを対象に扱う。サービス名称は、公称「NHKネットラジオ」、愛称「らじる★らじる」である。民放ラジオ局は、同様なインターネットによるサイマル配信サービスのradikoを2010年3月15日から開始した。

## 聴取方法
対象機器とアプリケーションを以下に記する。

### コンピュータ
コンピュータによる聴取は2011年9月1日に開始された。ウェブサイト「NHKネットラジオ らじる★らじる」から聴取する。

### スマートフォン
- Android OS用公式アプリ（2011年10月1日提供開始）[1]
- iOS（iPhone・iPad・iPod Touch）向け公式アプリ（2011年10月26日提供開始）[2]
- Webブラウザから公式サイトを利用して再生可能[3]。
- 公式アプリは2011年10月から2012年1月4日までに約63万ダウンロードされた[4]。
- その他にNHKとradikoの非公認・非公式の対応アプリが複数存在する[5]。これらのNHKやradiko非公認のアプリは、NHK・民放各局のほかコミュニティ放送の多くに対応しているほか、「録音ラジオサーバー」「らじれこ・らくらじ」は録音にも対応している[注 1]。
  - 「Radiko Player」（デスクトップ用ガジェット）
  - 「raziko」
  - 「録音ラジオサーバー」
  - 「らじれこ（デスクトップ用ガジェット）・らくらじ（スマートフォン用アプリ）」
  - 「ラジカッター」、「ラジのすけ」
  - 「ネットラジオレコーダー」など

## 配信方式
radikoと同様にストリーミング方式を用いており、HE-AAC形式 48kbpsでエンコードされ、HTTP Live Streaming形式でコンテンツデリバリネットワークを通じて配信される。音声レベルはradikoと同程度の+6dBに調整されている。
配信時の音声は地上波放送と同様、ラジオ第1と第2はモノラル、FM放送はステレオである。地上波放送から配信到達までの遅延は、数秒から数10秒である。
当初はWindows Media Audio形式の48kbpsでエンコードされたストリーミング放送も行われていたが、同形式の配信は2015年8月31日に終了。Flash形式の配信はAdobe Flashのサポート打ち切り前に終了している。

## 配信対象地域
放送法第20条第5項にNHKは「中波放送と超短波放送とのいずれか（中略）がそれぞれあまねく全国において受信できるように措置をしなければならない。」と規定され、日本国内の難聴取地域解消を目的としているため、日本全国を対象に聴取地域を制限しないが、日本国外はIPアドレスにより判定して聴取を制限している。
放送法第92条で地上基幹放送事業者は「その基幹放送局を用いて行われる基幹放送に係る放送対象地域において、当該基幹放送があまねく受信できるように努めるものとする。」とされていることから、配信局の多局化を検討し、当初は東京の放送センターからのみ配信したが、後に配信局が追加されて2016年9月1日現在は全国の主な拠点地域8局から配信されている。

## 配信内容
| 地域選択 | R1 （ラジオ第1）    | R2 （ラジオ第2） | FM （NHK-FM）          | 備考 |
| --- | ------------------- | ---------------- | ---------------------- | --- |
| 札幌 | JOIK 北海道域放送 ※ | JOAB 全国放送    | JOIK-FM 北海道域放送 ※ | R1・FMともに一部曜日・時間帯で札幌地域向けローカル番組あり。                                                         |
| 仙台 | JOHK 宮城県域放送   | JOAB 全国放送    | JOHK-FM 宮城県域放送   | R1・FMともに一部曜日・時間帯で東北地方（青森、岩手、秋田、山形、福島を含む地域）向けローカル番組あり。               |
| 東京 | JOAK 関東広域放送 ※ | JOAB 全国放送    | JOAK-FM 東京都域放送   | R1・FMともに一部曜日・時間帯で関東・甲信越地方（新潟、長野、山梨を含む地域）向けローカル番組あり。                   |
| 名古屋 | JOCK 中京広域放送 ※ | JOAB 全国放送    | JOCK-FM 愛知県域放送   | R1・FMともに一部曜日・時間帯で東海・北陸地方（富山、石川、福井、静岡を含む地域）向けローカル番組あり。               |
| 大阪 | JOBK 近畿広域放送 ※ | JOAB 全国放送    | JOBK-FM 大阪府域放送   | FMにおいても一部曜日・時間帯で近畿圏向けローカル番組あり。                                                           |
| 広島 | JOFK 広島県域放送   | JOAB 全国放送    | JOFK-FM 広島県域放送   | R1・FMともに一部曜日・時間帯で中国地方（岡山、鳥取、島根、山口を含む地域）向けローカル番組あり。                     |
| 松山 | JOZK 愛媛県域放送   | JOAB 全国放送    | JOZK-FM 愛媛県域放送   | R1・FMともに一部曜日・時間帯で四国地方（徳島、香川、高知を含む地域）向けローカル番組あり。                           |
| 福岡 | JOLK 福岡県域放送 ※ | JOAB 全国放送    | JOLK-FM 福岡県域放送 ※ | R1・FMともに一部曜日・時間帯で九州（佐賀、長崎、熊本、大分、宮崎、鹿児島を含む地域）・沖縄地方向けローカル番組あり。 |
| - 北海道域放送=北海道向けだが、不定期に道内各局が独自の差し替え番組を放送することがある（配信対象外） - 関東広域放送=東京・神奈川・千葉・埼玉・群馬・栃木・茨城向け - 中京広域放送=愛知・岐阜・三重向け - 近畿広域放送=大阪・兵庫・和歌山・奈良・京都・滋賀向け - 福岡県域放送=福岡県向けだが、平日の夕方に北九州放送局（R1：JOSK、FM：JOSK-FM）が差し替えて独自の定時ニュースを放送する時間帯があるほか、臨時ニュースを挿入することがある（配信対象外） |                     |                  |                        | |

ラジオ第1・FM放送は全国放送の番組と各放送局ごとのローカル番組が放送されているが、「らじる★らじる」も原則的に当該局の放送と同じ内容が配信されている。配信地域は日本全国であるため、地域内の難聴取地域や地域外から他地方のローカル番組を聴取することも出来る。地域や状況によっては、当該地域の地上波で放送されない全国放送番組を補完する役割もある。春季は6月、夏季は7月下旬、秋季は10月 - 11月に集中する高校野球の地方大会などスポーツ中継や、NHK全国学校音楽コンクール地方大会など地域ローカルの特別編成で、通常放送の全国放送番組が当該地域のみ差替えられた際などに補完される。番組内でも、ローカルの特別番組などで地上波での聴取ができない場合に「らじる★らじる」で聴取が可能であることをアナウンスする場合もあり、ラジオ第1放送の全国向け生放送番組で、居住地域の放送局が高校野球地方大会を放送していて聴けずに「らじる★らじる」で聴いている旨の声が寄せられたこともある。ローカル枠の詳細や放送地域は各放送局の項に記述がある。
ラジオ第2放送は、終日国内共通内容の放送でローカル枠がない。地上波で唯一、コールサインと放送局名の読み上げ時のみ各放送局ごとの放送となるが、「らじる★らじる」はどの地域を選択してもコールサイン「JOAB」の音声が配信される。

### 配信されない番組
| 類型                               | 対象 |
| ---------------------------------- | --- |
| 地上波に対する遅延が問題になるもの | - 時報 - 鳴動時に440Hzと880Hzのカットフィルタが作動して時報音のみが除去される。 - 緊急地震速報 - チャイム音、自動音声ともにカットされて無音となるが、通例緊急地震速報発表後は番組を中断してニューススタジオから臨時ニュースに切り替わり、緊急地震速報があった旨の放送がなされる。 |
| 放送権関係により制限されたもの     | - 国際大会関連のスポーツ中継（2018年大会までのFIFAワールドカップ、ラグビーワールドカップ2019等） - 放送権の処理ができないため。 - 2018 FIFAワールドカップの日本戦中継は、「らじる★らじる」でも同時配信された（民間放送の日本戦中継も含め、radikoの基本サービスでも配信された）。2022 FIFAワールドカップやラグビーワールドカップ2023からラジオ中継がNHKラジオのみとなることから、「らじる★らじる」ではラジオ中継は決勝戦も含めて配信された。 - 一部のクラシック音楽番組 - 権利者不明の著作権存続楽曲が該当する。 - 日本の高校野球における夏の各都道府県大会・秋季地方大会中継 - その他一部の楽曲 - 配信されない番組がある時はサイトに告知される。 |
| 法令により制限されたもの           | - 政見放送 - 公職選挙法第150条の規定はテレビとラジオによる放送のみで、インターネット配信を認める規定が存在しない。 |
| その他                             | - 交通情報・気象警報・コールサインアナウンス - 「らじる★らじる」サービス開始当初の東京1局のみ配信時は、関東地方向けの交通情報や気象警報、東京のコールサインアナウンスは配信されなかった。大阪・名古屋局の配信が開始されて以降は配信されている。 |

当該時間帯は独自のフィラー音楽と概ね3分おきに一度の「『NHKラジオらじる★らじる』です。ただいま放送中の内容は『らじる★らじる』ではお聞きいただけません」を2回繰返す録音アナウンスが入る。アナウンスは、当初の山田敦子（日本語センター専属アナウンサー）に次いで出山知樹（2022年現在広島放送局アナウンサー）が担当する。2011年9月1日の配信開始1時間前にも同様のフィラー音楽とアナウンスが試験配信された。番組表は「この時間はNHKネットラジオではお聞きいただけません。ラジオ放送のみで放送しています。」と表示される。

### 放送設備・配信整備のメンテナンスを行う際の対応
放送設備メンテナンス等により不定期のそれぞれ1時から5時に休止・減力放送がされることがある。同時間帯はラジオ第1放送とFM放送で『ラジオ深夜便』のサイマル放送を行っており、一方の地上波がメンテナンス休止でも、もう一方の地上波による通常放送で地域内の放送体制を維持している。ラジオ第2放送は放送を休止している。放送休止の地域の放送局は地上波と同様に「らじる★らじる」の配信も休止される。休止中は無音かテストトーンによる信号音のみとなるが、稀に通常番組の音声が入ることもある。減力放送の場合は通常通り配信される。地上波は減力放送開始前に減力がアナウンスされるが、「らじる★らじる」はアナウンスも省略される。東京のラジオ第1放送に限り、地上波が休止中も裏送り送出で対応して「らじる★らじる」の配信は休止されない。また、地上波は通常放送を行い、配信設備のみメンテナンスのため配信休止する場合もある。この場合、東京局とその他7局のメンテナンスは異なる日に行われ、「らじる★らじる」の配信自体が休止されることはない。

### 聴き逃し番組の配信サービス
放送された一部の番組や、ライブストリーミング配信8局に入らない地方局の一部ローカル番組については、聴き逃し番組の配信サービスとして、「らじる★らじる」のホームページで番組の音声を公開している。公開期間は番組によって異なり、著作権などから対象番組でも配信休止や編集によって一部内容が削除される場合がある。聴き逃し配信サービスの番組は、AndroidやiOSの「らじる★らじる」アプリでも聴取可能である。2017年5月以後は、定時ニュース・天気予報・交通情報、株式市況、気象通報などの放送枠買い取り番組、一部のスポーツ中継、国会中継、ジャニーズ事務所所属タレント出演番組、再放送番組、大半の音楽番組などを除くほとんどの番組が1週間以内に聞き逃し配信されている。ジャニーズ事務所所属タレントの出演番組はジャニーズの肖像権管理方針で、radikoのエリアフリーおよびタイムフリーと同じ時期である2018年度から聞き逃し配信が開始された。
当初、ワイド番組はその日の当該番組の全編放送終了後から順次配信されていたが、2022年のシステム改修により、ワイド番組はその日の放送が継続されていても1時間単位で、次の正時以後から1週間以内であれば聞き逃しの配信が聞けるようになった（例えば、早朝の『マイあさ!』の場合、5時台はその日の6時から、6時台は7時から…などのように。ただし若干音声データの圧縮作業の関係で若干のずれは生じる）。
「らじる★らじる」と異なるサービスでアーカイブ配信されている番組についても、それらの兼ね合いを避けるため、ライブ配信は実施されているが、「らじる★らじる」での聴き逃し配信は実施されておらず、リダイレクトされる措置を採られている。NHKワールド・ラジオ日本製作の外国語ニュース、『NHK高校講座』、『お話でてこい』などが該当する。各種語学番組も該当していたが、2022年の大型アップデート分から「らじる★らじる」でも全ての番組で聴き逃し配信が開始され、配信終了後は「NHKゴガク」に受け渡す措置を採るようになった。

### 大規模災害にともなう臨時配信
大規模災害が発生した場合、被災地域を管轄する放送局から期間限定で臨時配信される場合がある。
- 2016年
  - 4月19日 - 熊本地震災害情報提供のため、熊本から期間限定で全国配信（熊本第1 JOGK：4月19日 - 6月14日、熊本FM JOGK-FM：4月22日 - 5月31日）[8]。
  - 9月1日 - 台風10号災害情報提供のため、盛岡から期間限定で全国配信（盛岡第1 JOQG：9月1日 - 16日）[9]。
- 2017年7月11日 - 九州北部豪雨災害情報提供のため、大分から期間限定で全国配信（大分第1 JOIP：7月11日 - 19日）[10]。
- 2019年
  - 9月12日 - 房総半島台風（台風15号）災害情報提供のため、千葉から期間限定で全国配信（千葉FM JOMP-FM：9月12日 - 26日）[11]。
  - 10月17日 - 東日本台風（台風19号）災害情報提供のため、福島から期間限定で全国配信（福島第1 JOFP：10月17日 - 11月1日）[12]。
- 2020年7月7日 - 熊本豪雨災害情報提供のため、熊本から期間限定で全国配信（熊本第1 JOGK：7月7日 - 31日）[13]。
- 2024年1月4日 - 能登半島地震災害情報提供のため、金沢から期間限定で全国配信（金沢第1 JOJK：1月4日 - 3月18日、金沢FM JOJK-FM：1月24日 - 3月18日）[14]。

## キャラクター
NHKラジオのキャラクターとして2011年4月20日から登場した「らじる」が、らじる★らじるも連動して行う。声優は久保田恵。

## 沿革
- 2010年
  - 4月8日 - 当時の会長・福地茂雄が定例記者会見でradikoの件に触れた際に「制度上の問題もクリアした上で前向きに検討したい」[17]と述べた。
  - 4月21日 - 当時の放送総局長・日向英実も定例記者会見で「放送法に規定されているNHKのインターネット実施基準にはインターネット同時配信は明確には入っておらず、総務省の認可を得る必要がある」としながらも「基準の改定については、前向きに検討したい」[18]と述べた。放送法第9条第2項第6号（当時）に規定する「放送及びその受信の進歩発達に特に必要な業務」、いわゆる付帯業務として同条第9項（当時）に基づく総務大臣の認可を要するとされた。
- 2011年
  - 2月16日 - 放送総局長記者会見で「都市部や日本海沿岸の電波混信対策の一環として、総務省に特例申請した上で全国向けにNHKラジオ各波のネット同時配信を2011年度中に行う」と表明した[19][20][21]。
  - 3月9日 - 総務省から認可[22]され、10月頃から2013年度末まで試行し改善効果を検証する予定とされた[23]。
  - 3月11日 - 東日本大震災発生直後[24]から3月22日20時まで、災害報道の緊急対応としてAM第1のみインターネットでサイマル配信を実施したが、特別措置としての実施で、速報として伝える情報の減少や、インターネット上の著作権の承諾を受けていない番組の再開を受け終了している。東日本大震災#インターネットも参照。
  - 6月2日 - PC向け配信を1か月前倒して9月から開始すると発表された[25]。
  - 9月1日 - 11時00分に開始された[26]。ウェブサイトは1時間前倒して10時00分に運用開始。同時にアプリも公開。オープニングとして10時55分 - 11時10分の15分間ラジオ第1で『NHKネットラジオ らじる★らじる スタート』が放送された[27]。
  - 10月1日 - ラジオ番組表の表示とスマートフォン向け配信を開始してスマートフォン用アプリも公開した。聴取状況は、2011年9月 - 12月において、同時ストリーム数[注 19]はラジオ3波合計で平均3000、最大で12700で、ユニークIP数[注 20]はラジオ3波合計で平均52000、最大100000であった。月間転送量は同年11月実績は約50TBのうちスマートフォン向けは約25TB[6]であった。
- 2012年
  - 12月6日 - 当時の会長・松本正之は定例記者会見で、総務省に対し「協会のラジオ放送が聴取しにくい状況の改善に資するため、その放送番組を放送と同時にインターネットを通じて一般に提供する業務における提供番組の追加」という内容の認可申請を行い、近畿・中京の両広域圏と宮城県について、全国網から切り離し各地域を担当する放送局の地元放送配信に切り替える方針と、それに伴う国への認可申請を行ったことを明らかにした[28]。南海トラフを震源とする巨大地震への備えという意味もあるが、宮城県が含まれたきっかけは東日本大震災を踏まえたもので、東北ブロック全体で普段からラジオ聴取習慣定着に取り組んでいること[注 21]によるとみられている。[要出典]
  - 12月7日 - 近畿圏・中京圏・宮城県の番組追加についてパブリックコメントが実施された[29]。認可申請の中で各放送局からの配信についても配信対象地域は従来通り日本国内全域とし、radikoのような日本国内での地域制限はしない[30]としている。そのため、裏送り送出を含む東京局の番組と各地方局の番組の選択が可能となる[注 22]。
- 2013年
  - 1月16日 - 3地域の番組の追加が認可された[31]。
  - 5月27日 - 17時00分に仙台・名古屋・大阪からのPC向け配信開始[32]。
  - 8月8日 - Android OS用アプリ公開。
  - 8月30日 - iOS用アプリ公開[33]。
- 2014年
  - 1月17日 - 2014年度の実施についてパブリックコメントが実施された[34]。
  - 3月12日 - 2014年度の実施が認可された[35]。
  - 3月31日 - 東京ラジオ第1の内容が「全国向け共通番組」から「関東広域放送」に変更され、関東地方の交通情報（鉄道運行情報も含む）や気象警報の配信が開始された。
  - 6月27日 - 放送法改正[36]により、同法第20条第2項第2号に規定する「協会が放送した又は放送する番組（中略）を電気通信回線を通じて一般の利用に供すること」すなわち、本来業務の一つと規定され総務大臣の認可は不要となった。
- 2015年8月31日 - Windows Media Audio形式による配信を終了[注 6]。
- 2016年
  - 5月22日 - アプリ版の大型アップデートに伴いトップ画面のリニューアルを実施。地域選択画面ではご当地らじるが登場した[注 23]。
  - 9月1日 - 7時00分に札幌・広島・松山・福岡からの配信を開始[37][38]。
- 2017年
  - 5月25日 - ウェブサイトをリニューアルし、第1・第2・FM各放送のウェブサイトと統合したラジオ放送総合ポータルサイトに刷新。同時に聞き逃し配信サービスを拡充し、アプリ版も聞き逃し配信に対応[39][40]。
  - 10月2日 - 「NHK・民放連共同ラジオキャンペーン」の一環として、関東広域（1都6県）及び福岡県、宮城県、広島県、愛媛県の5地域で、radiko.jpでの第1・第2・FM各放送の実験的配信を2018年3月30日まで実施[41]。
- 2018年4月12日 - radiko.jpでの第1・第2・FM各放送の実験的配信をこの日の正午から再開。2019年3月31日まで実施するとともに、配信地域を全国に拡大[42]。
- 2019年4月1日 - radikoでの第1とFM各放送の本配信を開始（第2は試験的配信のみで終了）[43]。
- 2022年8月30日 - 5年ぶりにアプリ版の大型アップデートを実施[44]。
- 2024年
  - 1月 - 総務省にて行われた有識者会議「公共放送ワーキンググループ」において、ラジオ及び国際放送（NHKワールド JAPAN）のネット配信についても地上波（NHKプラス）と同様に必須業務化とする報告書案を発表した。なお、ラジオのネット配信が必須業務化されても受信契約締結義務の対象となる放送波では無いことから、利用者に対して、NHK受信料の請求などは行わないとしている[45]。
  - 5月17日 - 前述のラジオネット配信の必須業務化を盛り込んだ改正放送法が第213回国会において可決・成立。同月24日に公布された[46][47]。

## radikoによるNHKラジオの配信
「らじる★らじる」による配信と並行して、radikoでもラジオ第1については拠点8局の放送を地域別に配信、FMについては東京局の放送を全国配信している。

## 読むらじる。
NHKラジオの放送の中から、選りすぐりのトークやコーナーをまとめたWEBマガジン。音楽、エンタメ、文学、歴史、趣味・カルチャー、くらし・健康、情報、子ども科学電話相談といったジャンルを示すアイコンとともに、記事が配置されている。記事上部に要点を3点「ざっくり言うと」でまとめ、「記事を読む」のみの場合と、「放送を聴く」も提供されている場合とがある。
NHKラジオのトップページは、らじる★らじる、聴き逃し♪、読むらじる。の3つのサービスが選択できる構造。